# Артър Уелсли, херцог Уелингтън
Артър Уелсли, по-известен като херцог на Уелингтън (на английски: Arthur Wellesley, 1st Duke of Wellington) е британски военен (фелдмаршал) и държавник (министър-председател), воювал срещу Наполеон Бонапарт в Испания в продължение на 4 години.
След края на Наполеоновите войни участва във Виенския конгрес. Той е два пъти министър-председател на Великобритания – 25-и по ред (от 22 януари 1828 до 22 ноември 1830) и 28-и (от 17 ноември до 10 декември 1834).
Апсли Хаус, семейната къща на херцозите на Уелингтън в Лондон, днес е превърната в музей. На Херцога е наречен град Уелингтън, столицата на Нова Зеландия.